# ラ・スィヤーンス・イリュストレ
ラ・スィヤーンス・イリュストレ (仏：La Science illustrée) は、1875年10月18日から1905年11月まで刊行されたフランスの人気科学週刊誌である。

## 歴史
1875年10月に設立され、主にアドルフ・ビタール、ルイ・フィギエ、エリゼ・ルクリュが編集を担当し、1877年に一旦終刊した。同年12月にビタールによって再開、ジョルジュ・デコーとアルマン＝デジレ・モングレジャン（Armand-Désiré Montgrédien）が監修を担当し、出版社「ピュブリ・ア・ラ・リブレリー・イリュストレ」より刊行された。1888年にビタールが死去すると、ルイ・フィギエが監修を引き継いだ。事務所はクロワッサン通り第7番にあった。
本誌には1888年発表の短編小説と解説の付いた小説が含まれている。それらの多くはルイ・アンリ・ブセナールとジュール・ヴェルヌによるもので、ほかにもH.G.ウェルズ、ヴィクトリアン・サルドゥ、アルベール・ロビダなどが寄稿している。また、「ラ・ナチュレ」、「ルビュー・スィヤンティフィーク」、「ジュルナル・デ・ヴォヤージュ」などの雑誌編集者も制作に携わった。
本誌は1905年11月に第939号をもって終刊している。

## イラスト・ギャラリー

「スチーム対決」挿絵
シャルル・クレリセ画

## 関連紙誌
※発刊順に列記
- ルビュー・アンシクロペディーク
- ル・マガザン・ピトレスク
- エル・ムセオ・ウニベルサル
- ヴォクルグ・スヴェタ
- ル・マガザン・デデュセシオン・エ・ドゥ・レクレアシオン
- ル・ジュルナル・ドゥ・ラ・ジュネス
- リルスタツィオーネ・イタリアーナ（イタリア語版）
- ラ・スィヤーンス・イリュストレ
- ジュルナル・デ・ヴォヤージュ
- スィヤーンス・エ・ヴォヤージュ